# یاسویوشی هابا
یاسویوشی هابا (ژاپنی: 半場 康好؛ زادهٔ ۳ آوریل ۱۹۷۲) یک بازیکن فوتبال اهل ژاپن است.
از باشگاه‌هایی که در آن بازی کرده‌است می‌توان به باشگاه فوتبال جوبیلو ایواتا اشاره کرد.